# 1985 en musique classique
| \| • Retour à la chronologie générale de la musique classique • \| |
| Grèce • Rome • Haut Moyen Âge • VIIIe siècle • IXe siècle • Xe siècle • XIe siècle XIIe siècle • XIIIe siècle • XIVe siècle • XVe siècle • XVIe siècle • XVIIe siècle XVIIIe siècle • XIXe siècle • XXe siècle • XXIe siècle |
| • Retour à la chronologie générale de la musique classique • |

| Années en musique classique : 1982 - 1983 - 1984 - 1985 - 1986 - 1987 - 1988    |
| Décennies en musique classique : 1950 - 1960 - 1970 - 1980 - 1990 - 2000 - 2010 |

## Événements

### Créations
- 8 janvier : Douze études d'interprétation pour piano et percussion de Maurice Ohana, créées à la Salle Gaveau à Paris.
- 19 janvier : Te Deum d'Arvo Pärt, créé à Cologne par le chœur de la Westdeutscher Rundfunk dirigé par Dennis Russell Davies.
- 21 mars : Harmonielehre de John Coolidge Adams, créé à San Francisco par l'Orchestre symphonique de San Francisco dirigé par Edo de Waart.
- 22 septembre : Assai, de Pascal Dusapin, créé au Théâtre de la Fenice de Venise, dans le cadre de la Biennale.
- 28 octobre : Dialogue de l'ombre double de Pierre Boulez, créé à Florence par Alain Damiens.
- 30 octobre : Stabat Mater d'Arvo Pärt, créé à Vienne par le Hilliard Ensemble.
- 4 septembre : Kraft de Magnus Lindberg, créé à Helsinki, par l'ensemble Toimii et l'Orchestre symphonique de la radio finlandaise sous la direction d'Esa-Pekka Salonen.

### Autres
- 1er janvier : concert du nouvel an de l'orchestre philharmonique de Vienne au Musikverein, dirigé par Lorin Maazel.

#### Date indéterminée
- Création du Concours international du Festival musical d'automne de jeunes interprètes.

## Prix
- Stanislav Bounine obtient le 1er prix de piano du Concours international de piano Frédéric-Chopin.
- Andrés Segovia reçoit le Prix Ernst-von-Siemens.
- Pierre Boulez reçoit le Prix musical Léonie-Sonning.
- Witold Lutosławski reçoit le premier Grawemeyer Award attribué pour sa Symphonie no 3.

## Naissances

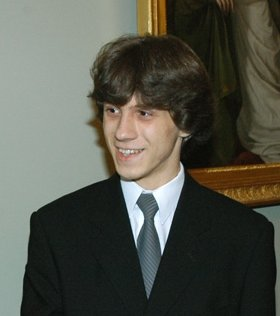
Rafał Blechacz

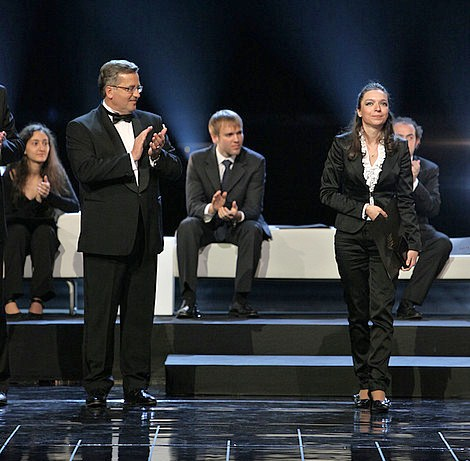
Ioulianna Avdeïeva

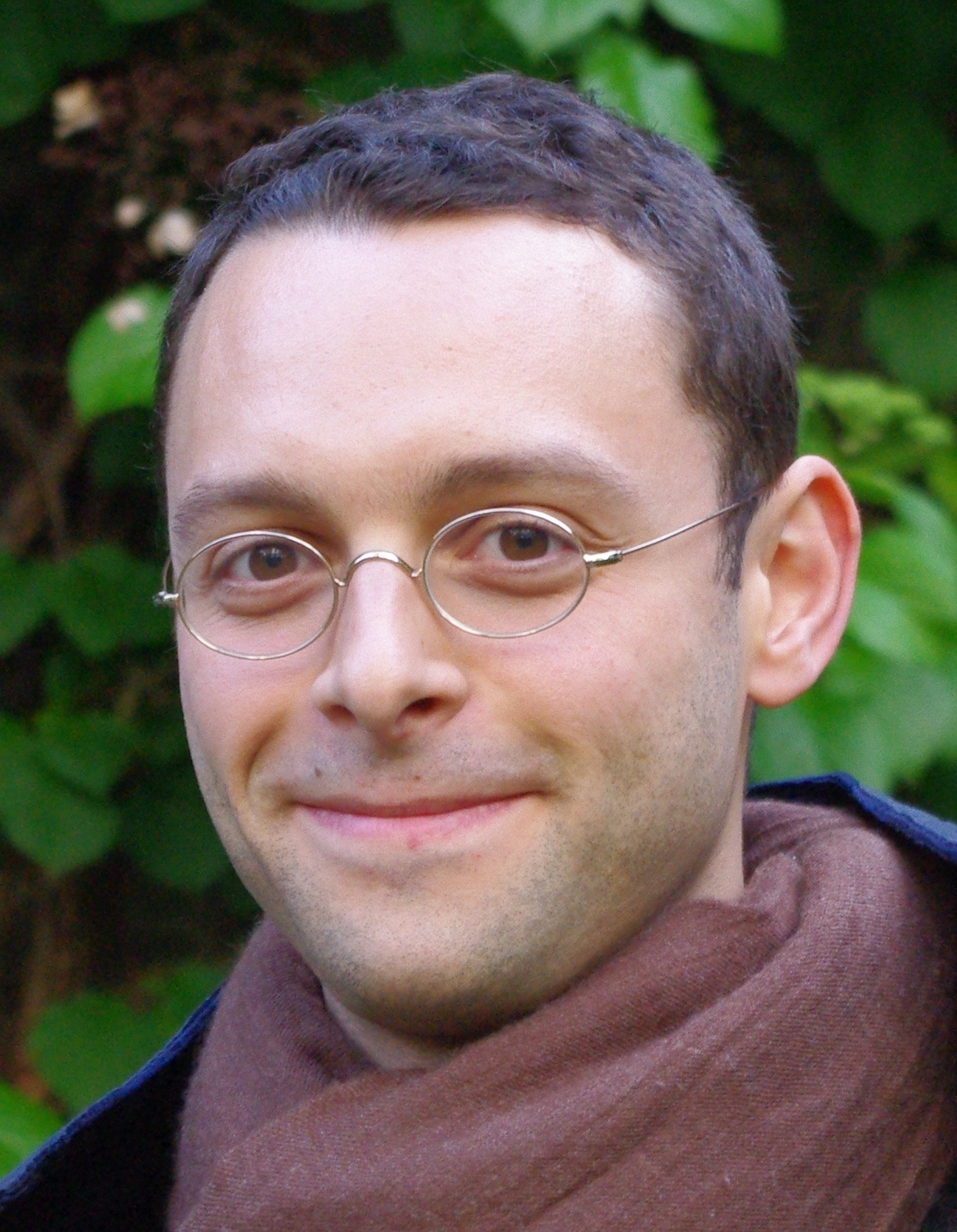
Benjamin Alard

- 15 janvier : Fabrice Millischer, tromboniste et violoncelliste français.
- 19 février : Alena Baeva, violoniste russe.
- 26 février : Keitarō Harada, chef d'orchestre japonais.
- 6 mars : Pretty Yende, artiste lyrique sud-africaine.
- 5 avril : Sergueï Khatchatrian, violoniste arménien.
- 19 avril : Beatrice Berrut, pianiste suisse.
- 23 avril : Tristan Pfaff, pianiste français.
- 10 mai : Solenne Païdassi, violoniste française.
- 27 mai : Szczepan Kończal, pianiste polonais.
- 8 juin : António Cebola, pianiste portugais.
- 9 juin : Benjamin Bernheim, ténor franco-suisse.
- 30 juin : Rafał Blechacz, pianiste polonais.
- 3 juillet : 
  - Lola Astanova, pianiste russe.
  - Ioulianna Avdeïeva, pianiste russe.
- 13 juillet : Benjamin Alard, organiste et claveciniste français.
- 16 juillet : Giuliano Sommerhalder, trompettiste allemand.
- 4 août : Ksenia Morozova, pianiste russe.
- 8 septembre : Ingolf Wunder, pianiste autrichien.
- 25 septembre : Nicolas Achten, chanteur belge, également joueur de luth, de clavecin et de harpe triple.
- 28 septembre : Alina Ibraguimova, violoniste russe.
- 7 octobre : Agata Szymczewska, violoniste polonaise.
- 12 décembre : Sabine Devieilhe, soprano colorature française.
- 14 décembre : Besa Cane, violoniste albanaise.
- 28 décembre : Bella Hristova, violoniste bulgaro-américaine.

### Date indéterminée
- Nikita Borisoglebsky, violoniste russe.
- Nicole Car, soprano australienne.
- Christopher Falzone, pianiste américain († 22 octobre 2014).
- Carl-Emmanuel Fisbach Saxophoniste français.
- Alice Foccroulle, soprano belge.
- Simon Ghraichy, pianiste libano-mexicain.
- Clare Hammond, pianiste de concert britannique.
- Judith Jáuregui, pianiste espagnole.
- Nemanja Radulović, violoniste franco-serbe.
- Justine Verdier, pianiste française.

## Décès
- 1er janvier :

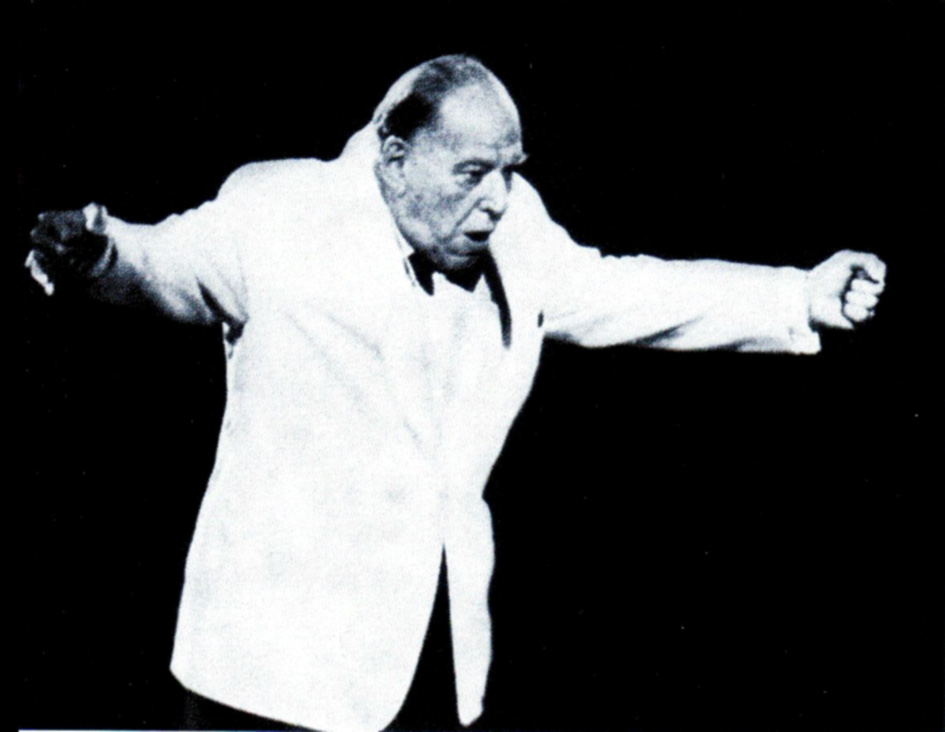
Lovro von Matačić

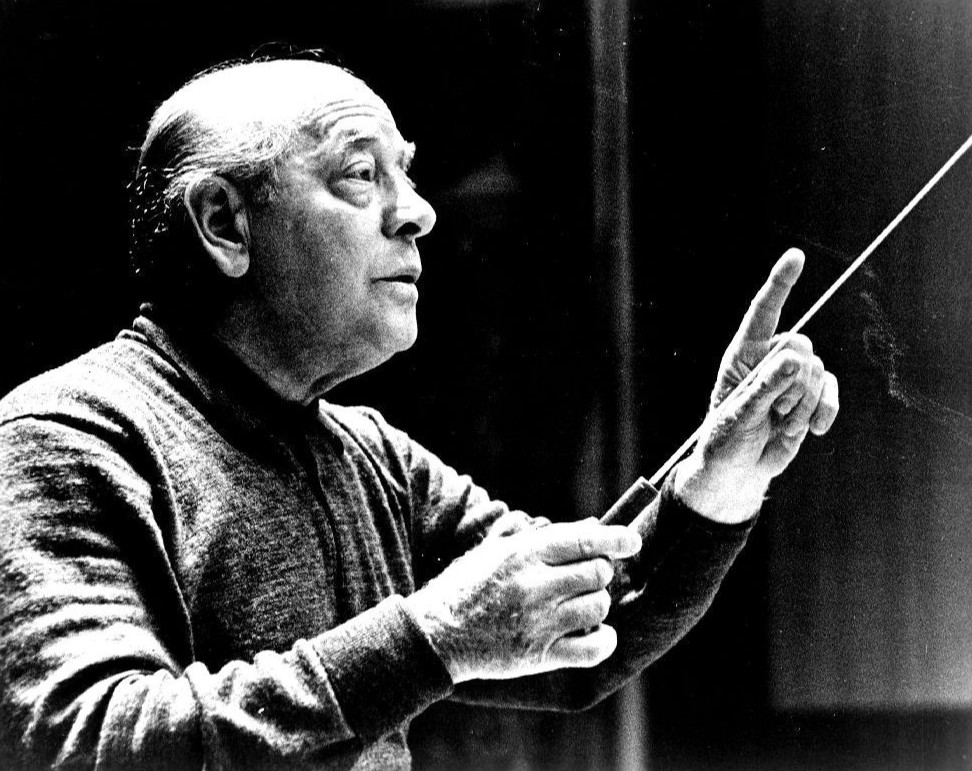
Eugene Ormandy

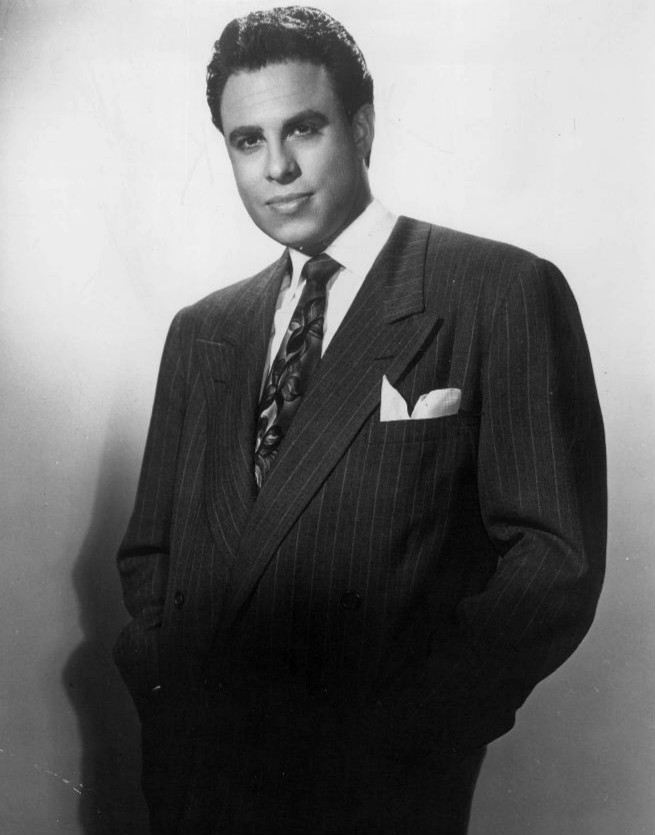
George London

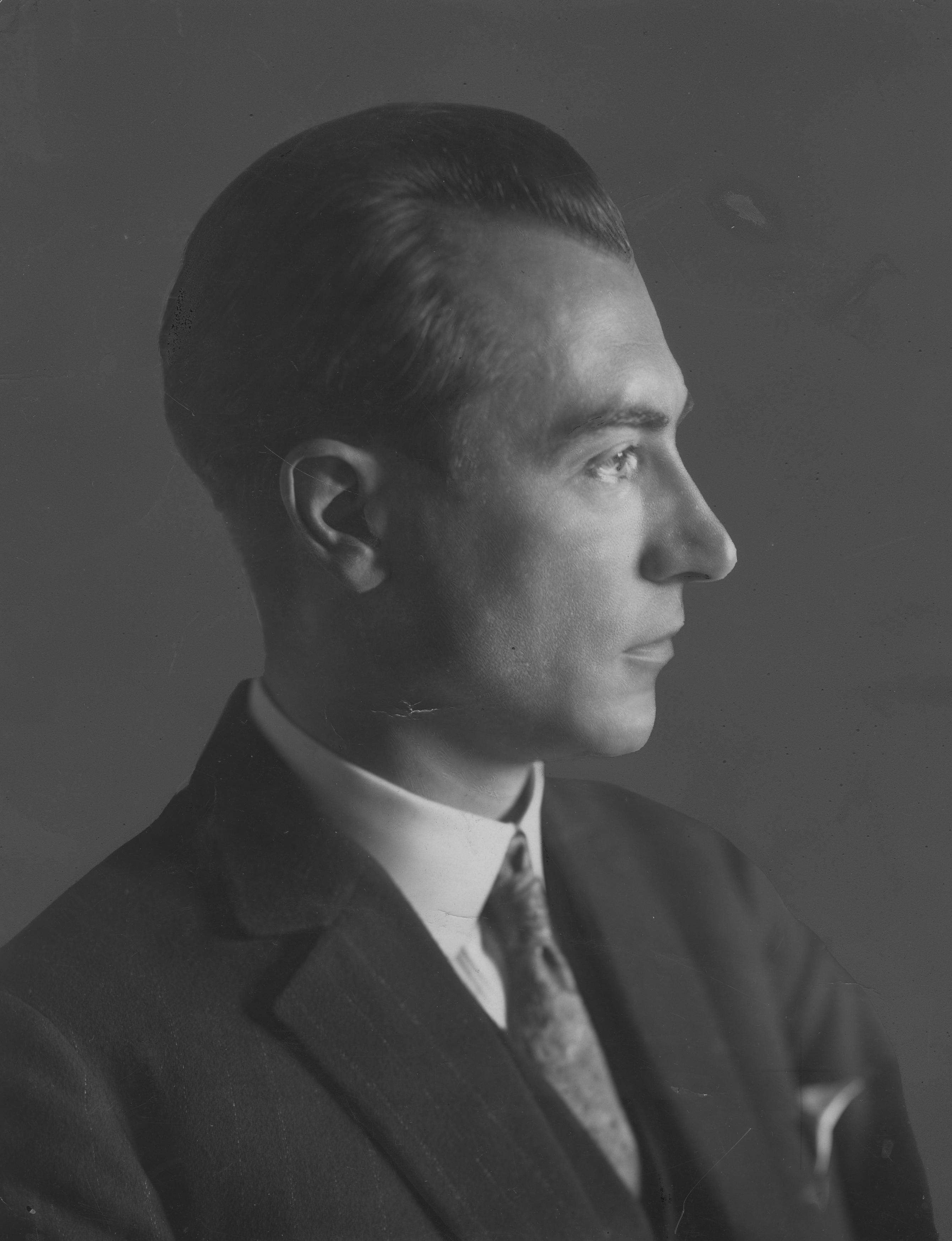
Czesław Marek

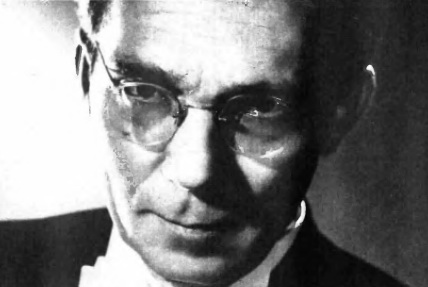
Antonino Votto

  - Rollo Myers, musicographe et critique musical  britannique (° 23 janvier 1892).
  - Hermann Reutter, compositeur et pianiste allemand (° 17 juin 1900).
- 3 janvier : René Le Roy, flûtiste et un pédagogue français (° 4 mars 1898).
- 4 janvier : Lovro von Matačić, chef d'orchestre croate (° 14 février 1899).
- 18 janvier : George Stoll, musicien, chef d'orchestre, compositeur et violoniste américain (° 7 mai 1905).
- 26 janvier : Mario Petri, baryton-basse italien (° 21 janvier 1922).
- 2 février : Micheline Coulombe Saint-Marcoux, compositrice de musique électroacoustique (° 9 août 1938).
- 22 février : Efrem Zimbalist, violoniste, chef d'orchestre et compositeur américain d'origine russe (° 21 avril 1889).
- 12 mars : Eugene Ormandy, chef d'orchestre et violoniste américain d'origine hongroise (° 18 novembre 1899).
- 16 mars : Roger Sessions, compositeur américain (° 28 décembre 1896).
- 24 mars : George London, baryton-basse canadien († 30 mai 1920).
- 31 mars : Joseph Rogatchewsky, ténor russe (° 20 novembre 1891).
- 3 mai : Lucien Cailliet, compositeur, arrangeur, orchestrateur, chef d'orchestre, clarinettiste, saxophoniste et pédagogue américain (° 22 mai 1891).
- 8 mai : Karl Marx, compositeur allemand (° 12 novembre 1897).
- 13 mai : Clotilde Coulombe, pianiste, professeur de musique et religieuse québécoise (° 4 avril 1892).
- 18 mai : Hilding Rosenberg, compositeur, chef d'orchestre et organiste suédois (° 21 juin 1892).
- 19 mai : Herbert Ruff, pianiste, chef d'orchestre et compositeur polonais (° 16 septembre 1918).
- 21 mai : Marcel Lanquetuit, organiste, improvisateur, pianiste, chef d’orchestre, pédagogue et compositeur français (° 8 juin 1894).
- 5 juin : Armando Renzi, pianiste et compositeur italien (° 22 juillet 1915).
- 16 juillet : Robert Siohan, chef d'orchestre et compositeur français (° 27 février 1894).
- 17 juillet : Czesław Marek, pianiste et compositeur polonais (° 14 septembre 1891).
- 1er août : Fernando Previtali, chef d'orchestre et compositeur italien (° 16 février 1907).
- 3 août : Mosco Carner, musicologue, chef d'orchestre et critique musical britannique (° 15 novembre 1904).
- 12 août : Marcel Mihalovici, compositeur franco-roumain (° 22 octobre 1898).
- 24 août : Paul Creston, compositeur américain (° 10 octobre 1906).
- 26 août : Leopoldo Querol, pianiste espagnol (° 16 septembre 1899).
- 29 août : Alexandre Abramski, compositeur russe (° 22 janvier 1898).
- 6 septembre : Franco Ferrara, chef d'orchestre italien (° 4 juillet 1911).
- 9 septembre : Antonino Votto, chef d’orchestre et pianiste italien (° 30 octobre 1896).
- 12 septembre : William Alwyn, compositeur britannique (° 7 novembre 1905).
- 27 septembre : Suzanne Clercx-Lejeune, musicologue belge (° 7 juin 1910).
- 7 octobre : Cemal Reşit Rey, compositeur turc (° 25 octobre 1904).
- 9 octobre : Serge Jaroff, chef d’orchestre, chef de chœur et compositeur russe (° 20 mars 1896).
- 14 octobre : Emil Guilels, pianiste russe (° 19 octobre 1916).
- 17 octobre : Joseph Rosenstock, chef d'orchestre américain (° 27 janvier 1895).
- 18 octobre : Stefan Askenase, pianiste polonais (° 10 juillet 1896).
- 22 octobre : Viorica Ursuleac, soprano (° 26 mars 1894).
- 7 novembre : Josef Rufer, musicologue autrichien (° 18 décembre 1893).
- 11 novembre : Henri Médus, chanteur d'opéra français (° 21 octobre 1904).
- 9 décembre : Reinhard Schwarz-Schilling, compositeur allemand (° 9 mai 1904).
- 19 décembre : Gaston Roussel, prêtre catholique et musicien français (° 9 novembre 1913).